# بوئینگ فنتوم ورکس
بوئینگ فنتوم ورکس (انگلیسی: Boeing Phantom Works) یکی از بخش‌های شرکت بوئینگ است که با هدف ساخت نمونه اولیه تجهیزات دفاعی و امنیتی پیشرفته تأسیس شده‌است.
تمرکز اصلی آن بر توسعه محصولات و فناوری‌های نظامی است که بسیاری از آنها بسیار محرمانه هستند. بوئینگ فنتوم ورکس نخست از سوی مک‌دانل داگلاس تأسیس شد و بوئینگ بعداً این پژوهشگاه را از آن خود کرد. لوگوی آن مشابه لوگوی جنگنده اف ۴ فانتوم مک‌دانل داگلاس است.